# Steve Marriott
Stephen Peter "Steve" Marriott (Londres, 30 de enero de 1947-Essex, 20 de abril de 1991) fue un cantautor y guitarrista inglés. Fue miembro de Small Faces (1965-1969) y Humble Pie (1969-1975).

## Biografía
En Gran Bretaña, Marriott se convirtió en un icono de la cultura Mod como el guitarrista de Small Faces en la segunda mitad de los años 1960. Sus primeras influencias musicales incluyeron a Buddy Holly, Booker T. & the M.G.'s, Ray Charles, Otis Redding, Muddy Waters, Bobby Bland y más tarde a The Rolling Stones y The Kinks. La revista Mojo lo nombró como uno de los 100 cantantes más grandes de todos los tiempos.
Con Humble Pie fue un icono del Rock, elogiado por Keith Richards, David Gilmour, Gary Moore, Ozzy Osbourne, Kevin DuBrow y Paul Stanley. En 1975, se lanzó como solista, aunque no llegaría muy lejos, e incluso audicionó para reemplazar a Mick Taylor en The Rolling Stones.
A principios de los años 1980, reunió una nueva versión de Humble Pie con la que llegó a grabar dos discos que no alcanzaron mucho éxito. En sus últimos años, desilusionado de la industria de la música, dio la espalda a las discográficas y se mantuvo en relativa oscuridad, volviendo a sus raíces y dando conciertos en pequeños pubs y clubes de Londres y Essex.
Marriott murió en 1991, cuando un incendio que, al parecer, fue provocado por un cigarrillo, destruyó su casa de Arkesden, Essex.